# Yolane Kukla
Yolane Kukla (Brisbane (Queensland), 29 september 1995) is een Australische zwemster. Ze vertegenwoordigde haar vaderland op de Olympische Zomerspelen 2012 in Londen.

## Carrière
Op de Australische kampioenschappen zwemmen 2010 in Sydney werd Kukla Australisch kampioene op de 50 meter vrije slag en de 50 meter vlinderslag, door deze prestaties kwalificeerde ze zich voor zowel de Pan Pacific kampioenschappen zwemmen 2010 als de Gemenebestspelen 2010. Hiermee werd ze het jongste lid van de Australische zwemploeg sinds Ian Thorpe in 1997. Bij haar internationale debuut, op de Pan Pacific kampioenschappen zwemmen 2010 in Irvine, eindigde de Australische als vierde op de 50 en de 100 meter vrije slag en op de 100 meter vlinderslag, op de 50 meter vlinderslag eindigde ze op de negende plaats. Samen met Emily Seebohm, Alicia Coutts en Felicity Galvez sleepte ze de zilveren medaille in de wacht op de 4x100 meter vrije slag, op de 4x100 meter wisselslag legde ze samen met Emily Seebohm, Leisel Jones en Alicia Coutts beslag op de zilveren medaille. Op de Gemenebestspelen 2010 in Delhi veroverde Kukla de gouden medaille op de 50 meter vrije slag, daarnaast eindigde ze als vierde op zowel de 50 als de 100 meter vlinderslag en strandde ze in de halve finales van de 100 meter vrije slag.
In Shanghai nam de Australische deel aan de wereldkampioenschappen zwemmen 2011. Op dit toernooi werd ze uitgeschakeld in de halve finales van zowel de 50 als de 100 meter vrije slag, op de 50 meter vlinderslag waren de series haar eindstation. Op de 4x100 meter vrije slag zwom ze samen met Kelly Stubbins, Merindah Dingjan en Marieke Guehrer in de series, in de finales eindigden Dingjan en Guehrer samen met Bronte Barratt en Alicia Coutts op de vijfde plaats.
Tijdens de Olympische Zomerspelen van 2012 in Londen zwom Kukla samen met Emily Seebohm, Brittany Elmslie en Libby Trickett in de series van de 4x100 meter vrije slag, in de finale sleepte Elmslie samen met Alicia Coutts, Cate Campbell en Melanie Schlanger de gouden medaille in de wacht. Voor haar aandeel in de series werd Kukla beloond met de gouden medaille.

## Internationale toernooien
| Jaar | Olympische Spelen                              | WK langebaan                                                                                               | WK kortebaan  | PanPacs | Gemenebestspelen                                                                |
| ---- | ---------------------------------------------- | --- | ------------- | --- | ------------------------------------------------------------------------------- |
| 2010 |                                                | | geen deelname | 4e 50m vrije slag · 4e 100m vrije slag · 9e 50m vlinderslag · 4e 100m vlinderslag · 4x100m vrije slag · 4x100m wisselslag | 50m vrije slag · 10e 100m vrije slag · 4e 50m vlinderslag · 4e 100m vlinderslag |
| 2011 |                                                | 10e 50m vrije slag 14e 100m vrije slag 24e 50m vlinderslag 5e 4x100m vrije slag Kukla zwom enkel de series |               | |                                                                                 |
| 2012 | 4x100m vrije slag · Kukla zwom enkel de series | | geen deelname | |                                                                                 |

## Persoonlijke records
Bijgewerkt tot en met 26 augustus 2010

### Kortebaan
| Afstand          | Tijd  | Datum            | Plaats   |
| ---------------- | ----- | ---------------- | -------- |
| 50m vrije slag   | 24,14 | 17 juli 2010     | Brisbane |
| 100m vrije slag  | 53,74 | 10 augustus 2009 | Hobart   |
| 50m vlinderslag  | 25,91 | 15 juli 2010     | Brisbane |
| 100m vlinderslag | 59,14 | 11 augustus 2009 | Hobart   |

### Langebaan
| Afstand          | Tijd  | Datum            | Plaats |
| ---------------- | ----- | ---------------- | ------ |
| 50m vrije slag   | 24,74 | 26 augustus 2010 | Kihei  |
| 100m vrije slag  | 54,02 | 19 augustus 2010 | Irvine |
| 50m vlinderslag  | 25,92 | 16 maart 2010    | Sydney |
| 100m vlinderslag | 58,22 | 20 augustus 2010 | Irvine |